# 日本大学豊山女子中学校・高等学校
日本大学豊山女子中学校・高等学校（にほんだいがくぶざんじょしちゅうがっこう・こうとうがっこう）は、東京都板橋区中台三丁目に所在し、中高一貫教育を提供する私立中学校・高等学校。
高等学校において、中学校から入学した内部進学生徒と高等学校から入学した外部進学生徒が第1学年から混合してクラスを編成する併設型中高一貫校。
日本大学の付属校としては唯一の女子校である。

## 概要
日本大学系列の付属校には大きく分けて日本大学と法人を同じくする正付属校と日大とは別法人が経営する準付属校があるが、日大豊山女子は日大が経営する正付属校である。
日大豊山女子は文京区にある日大豊山から分離独立した学校で、1982年（昭和57年）の4月独立時までは日大豊山とは校長を同じくしていた。
日大豊山女子の敷地に日大豊山のグランドや総合体育施設が隣接しており、主に体育祭、野球部やサッカー部などの活動が行なわれている。また高校1年生時では陸上や野球、サッカーなど週1回の体育授業が日大豊山の専属バスを利用してそのグランドに行き行われる。それらの施設は通称「中台グラウンド」（略して中台）と呼ばれている。
きれいな中庭があり、春は花がたくさん咲く。
日大への進学率は約90%に達している。ほとんどが高校2年4月・高校3年4月、9月に行われる基礎学力到達度テスト(旧 日大統一テスト)によって進学する。
近年は国公立大や他有名私立大への多数の進学実績を着実にあげている。
また理数に重点を置いている学校であるため日大薬学部・歯学部などにも進学者がいる。
文化祭に関しては2004年から後夜祭を行っている。

## 教育課程
- 中学校
- 高等学校
  - 全日制課程　普通科・理数科

## 沿革
- 1966年4月1日 - 付属女子高等学校として開校
- 1971年 - 理数科を新設
- 1986年4月1日 - 女子中学校開校
- 2008年12月 - 新校舎一部完成

## 部活動

### 学芸部
- アニメーション部
- ブラスバンド部
- 英語部
- 演劇部
- 音楽部
- サイエンス部
- 家庭科部
- 華道部
- 軽音楽部（高校生のみ）
- 茶道部
- 写真部
- 書道部
- コンピュータ部
- 箏曲部
- 社会科部
- 文芸部
- 放送部
- 美術部

### 体育部
- ソフトボール部
- 剣道部
- 体操部
- バスケットボール部
- バドミントン部
- バレーボール部
- 陸上部
- 卓球部
- ソフトテニス部

## 制服
- 冬服　中学：セーラー服、高校：ブレザー
- 夏服　中学：セーラー服、高校：ニットベスト、ポロシャツ

※平成22年度モデルチェンジ

## 交通
- 東武東上線 上板橋駅 徒歩15分
- 都営地下鉄三田線 志村三丁目駅 徒歩15分
- 国際興業バス
  - 西武池袋線・都営地下鉄大江戸線 練馬駅北口より赤01で、「志村四中」下車。徒歩15分。
  - JR赤羽駅西口より赤56で、「中台三丁目」下車。徒歩5分。

## 主な出身者
政治関係
- 小田木真代 - 茨城県高萩市長

実業家関係
- 鶴岡秀子 - 連続起業家（シリアル・アントレプレナー）、著作家

報道関係
- 喜多ゆかり - 朝日放送テレビ局員、同局元アナウンサー

文化・芸術・芸能関係
- 奈良富士子 - 女優､「美人はいかが?」などに出演
- 宮本佳那子 - 歌手・声優
- 安達忍 - 女優

法曹関係
- 伊藤美結己 - 津地方裁判所判事（夫も裁判官 伊藤康博で津地方裁判所伊勢支部長）。岐阜家庭裁判所大垣支部勤務時には、数々の家事事件（監護者指定、離婚事件）をこなす。